# Национален музей (Малдиви)
Създаден на Националния празник на Малдивите, първият Национален музей на страната е открит на 11 ноември 1952 г. от министър-председателя по това време Мохамед Амин Диди.
Музеят разполага с голяма колекция от исторически артефакти, вариращи от каменни предмети до фрагменти от кралски антики от будистката епоха до управлението на мюсюлманските монарси.
Първоначално музеят е администриран от Малдивския център за лингвистични и исторически изследвания. На 28 април 2010 г. тази институция е премахната от президента Мохамед Нашид и отговорността ѝ за музея е прехвърлена на Министерството на туризма, изкуствата и културата, докато отговорността за лингвистичните и исторически изследвания е предадена на Малдивския колеж на висшето образование.

## Сграда
Триетажният музей (стара сграда) се намира в Султанския парк в Мале, който е част от комплекса Малдивски кралски дворец, датиращ от XVII век. Двуетажният Us-gēkolhu е единствената останала структура от двореца, разрушена от пожар през 1968 г.
Новата сграда на музея също се намира в Султанския парк. Сградата е проектирана, построена и финансирана от китайското правителство. Сградата e предfставена на Малдивите от китайското правителство на 10 юли 2010 г., но e официално открита и обявена за национален музей две седмици по-късно, на Деня на независимостта на Малдивите, 26 юли 2010 г.
Интериорът на музея е запазен от дните на султаната, включително ръкописният Коран, гравиран по стените на сградата.

## Колекции
В музея са показани разнообразна колекция от артефакти, включително реликви от предшестващата епоха преди исляма, тронове, кралски сенници и мебели, костюми и обувки, монети, орнаменти, оръжия и броня.
Други примери включват текстил като церемониални рокли, тюрбани, луксозни чехли и колани, използвани при специални поводи, рогозки, лакирани изделия и други креативни бродерии.
Акцентите в колекциите включват:
- Глава на Буда от коралов камък, произведение от XI век от Алифу Тоду
- Гравирана дървена дъска от XIII век от Хукуру Миский
- Feyli Kolhu, носен от султан Гази Мохамед Такуруфану-ал-Азам, е чудесен пример за сложното майсторство на малдивските тъкачи през XVI век.

## Унищожаване на предислямски артефакти
Будистките статуи са унищожени по време на нападение през февруари 2012 г. Директорът на музея Али Уахид казва, че почти всички предислямски артефакти на музея, датиращи отпреди XII век, са били унищожени и че в музея „няма нищо [останало] за показване“ от предислямската история на страната.
Сред повредените обекти е коралова статуя с шест лица, висок 46 см бюст на Буда, както и различни статуи от варовик и корали.

## Работно време
- 10:00 – 16:00 ч., неделя – събота (затворен в петък)